# جدایش شکمی

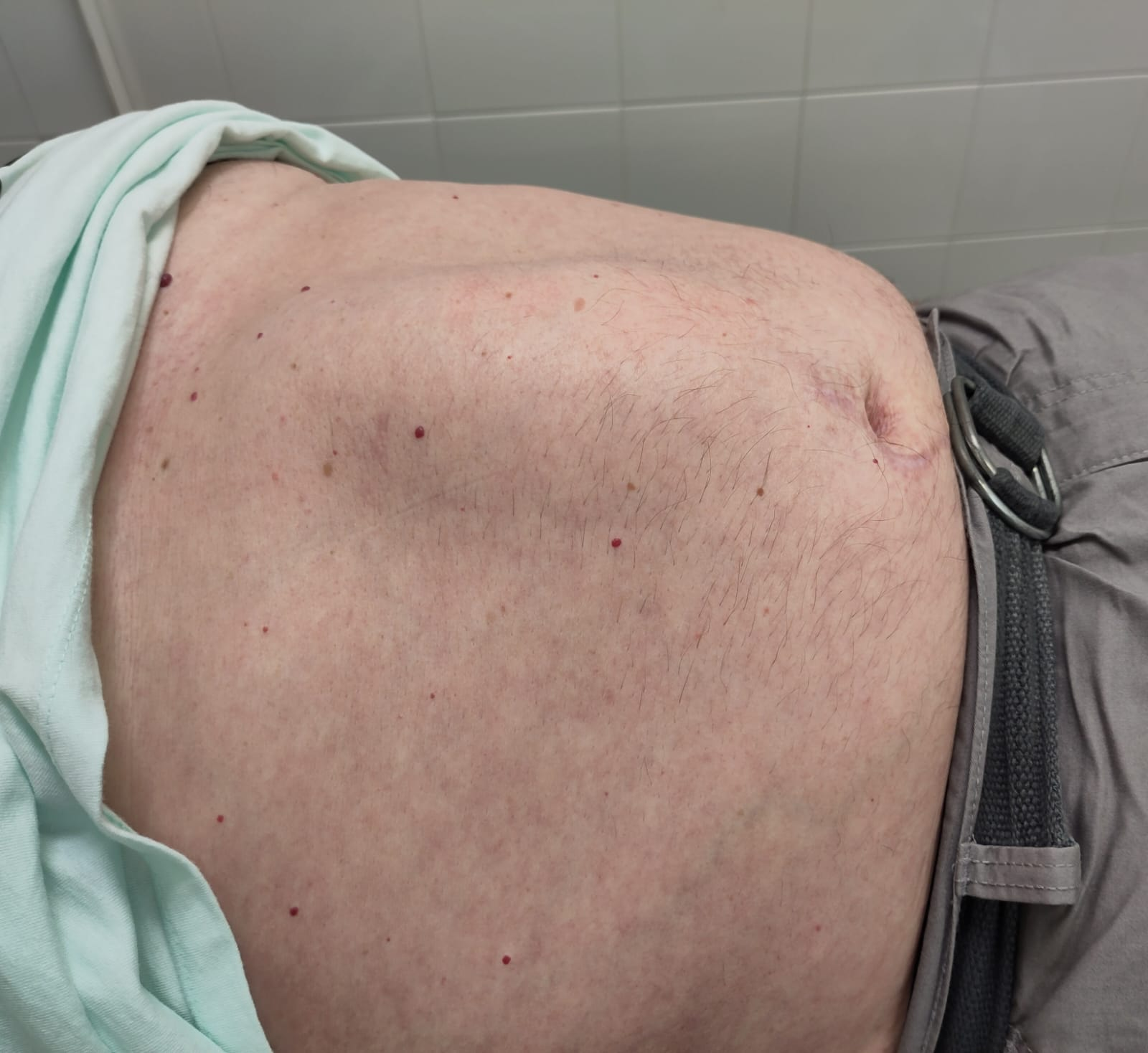

جدایش شکمی (به انگلیسی: abdominal separation) یا دوتکه شدن ماهیچه راست (انگلیسی: Diastasis recti) به حالتی گفته می‌شود که ماهیچه راست شکم در میانه خود دچار یک شکاف شده و دو بخش چپ و راست تقسیم شود. اندازه این شکاف حدوداً ۲٫۷ سانتی‌متر یا بیشتر است.
در حالت عادی دو سوی ماهیچه راست شکم در محلی به نام خط سفید به هم می‌پیوندد.
جدایش شکمی بیشتر در نوزادها یا زنان آبستن رخ می‌دهد. در نوزاد این مشکل وقتی پیش می‌آید که رشد دو نیمه ماهیچه راست شکم ناقص باشد و به هم نرسد. در زن آبستن این مشکل هنگامی پیش می‌آید که انبساط شدید رحم، ماهیچه راست شکم را از هم بگسلد.